# Cheilodactylus quadricornis
Cheilodactylus quadricornis är en fiskart som beskrevs av Günther, 1860. Cheilodactylus quadricornis ingår i släktet Cheilodactylus och familjen Cheilodactylidae. Inga underarter finns listade i Catalogue of Life.